# 大藪拓
大藪 拓（おおやぶ たく、1月30日 - ）は、日本のベーシスト、レコーディング・エンジニア。愛称はおやぶん。GIZA studio所属。

## 来歴
三枝夕夏 IN dbのベーシストとして活動した他に、エンジニアとしての才能も活かし、多くのミュージシャンのレコーディングに携わっている。
またマニピュレーターとして、倉木麻衣、愛内里菜ら一線で活躍しているアーティストのライブにバックバンドとして、多く参加している。マニピュレーターとして参加した主なライブに、ZARD「What a beautiful moment Tour」、稲葉浩志「稲葉浩志 LIVE 2004 ～en～」、倉木麻衣・GARNET CROWの全ツアー（2007年現在）などがある。